# بلير ريدفورد
بلير ريدفورد (بالإنجليزية: Blair Redford)‏ هو عارض وممثل أمريكي، ولد في 27 يوليو 1983 في الولايات المتحدة.

## أعمال

### أفلام
- (2014) في/إتش/إس: فايرل[4]

### مسلسلات
- ذا ينغ أند ذا رستلس
- لعبة الكذب

## وصلات خارجية
- بلير ريدفورد على موقع IMDb (الإنجليزية)
- بلير ريدفورد على موقع أول موفي (الإنجليزية)
- بلير ريدفورد على موقع قاعدة بيانات الفيلم (الإنجليزية)